# Tour de Taiwan 2016
Die 12. Tour de Taiwan 2016 fand 6. bis zum 10. März 2016 statt und war ein Etappenrennen auf Taiwan. Sie gehörte zur UCI Asia Tour 2016 und war dort in der Kategorie 2.1 eingestuft.

## Teilnehmende Mannschaften
| Professional Continental Teams (3)- Drapac - Nippo-Vini Fantini - UnitedHealthcare Continental Teams (15)- Avanti IsoWhey Sports - Cibel-Cebon - Giant-Champion System - Hrinkow Advarics Cycleang - Illuminate - JLT Condor - Parkhotel Valkenburg Continental - Pishgaman Giant - RTS-Santic Racing - Skydive Dubai-Al Ahli Club - Tabriz Shahrdari - Tre Berg-Bianchi - Team Ukyo - Utsunomiya Blitzen - Vino 4-ever SKO Nationalmannschaften (2)- Hong Kong - Chinese Taipei |
| |

## Etappen
| Etappe    | Datum    | Etappenorte                         | type                 | Länge (km) | Etappensieger   | Gesamtführender |
| --------- | -------- | ----------------------------------- | -------------------- | ---------- | --------------- | --------------- |
| 1. Etappe | 6. Mär.  | Taipei City Hall – Taipei City Hall | Flachetappe          | 83,2       | William Clarke  | Carlos Alzate   |
| 2. Etappe | 7. Mär.  | Neu-Taipeh – Baisha Bay             | Hügelige Etappe      | 116,4      | Stepan Astafyev | Stepan Astafyev |
| 3. Etappe | 8. Mär.  | Taoyuan – Taoyuan                   | Hügelige Etappe      | 118,9      | Peter Schulting | Ben O’Connor    |
| 4. Etappe | 9. Mär.  | Nantou – Pingtung                   | Mittelschwere Etappe | 167,1      | William Clarke  | Ben O’Connor    |
| 5. Etappe | 10. Mär. | Tainan – Pingtung                   | Mittelschwere Etappe | 146,3      | Robbie Hucker   | Robbie Hucker   |

## Wertungstrikots
| Etappe         | Etappensieger   | Gesamtwertung   | Punktewertung   | Bergwertung     | Nachwuchswertung | Bester Asiate     | Teamwertung          |
| -------------- | --------------- | --------------- | --------------- | --------------- | ---------------- | ----------------- | -------------------- |
| 1              | William Clarke  | Carlos Alzate   | Carlos Alzate   | nicht vergeben  | Ben O’Connor     | Yūma Koishi       | Team Illuminate      |
| 2              | Stepan Astafyev | Stepan Astafyev | Stepan Astafyev | Stepan Astafyev | Stepan Astafyev  | Stepan Astafyev   | Vino 4ever SKO       |
| 3              | Peter Schulting | Ben O’Connor    | Carlos Alzate   | Peter Schulting | Ben O’Connor     | Yūma Koishi       | Team Illuminate      |
| 4              | William Clarke  | Ben O’Connor    | Marco Canola    | Peter Schulting | Ben O’Connor     | Yūma Koishi       | Team Illuminate      |
| 5              | Robbie Hucker   | Robbie Hucker   | Marco Canola    | Peter Schulting | Ben O’Connor     | Amir Kolahdozhagh | Avanti Isowhey Sport |
| Wertungssieger | Wertungssieger  | Robbie Hucker   | Marco Canola    | Peter Schulting | Ben O’Connor     | Amir Kolahdozhagh | Avanti Isowhey Sport |